# IC 3998
IC 3998  ist eine linsenförmige Galaxie vom Hubble-Typ SB0 im Sternbild Haar der Berenike am Nordsternhimmel. Sie ist schätzungsweise 423 Millionen Lichtjahre von der Milchstraße entfernt.
Das Objekt wurde am 22. April 1895 von Hermann Kobold entdeckt.